# Robert Weinberg
Robert Allan Weinberg (* 11. listopadu 1942 Pittsburgh) je americký biolog, profesor a ředitel Ludwigova centra při Massachusettském technologickém institutu (MIT). Ve svém výzkumu se zaměřuje na molekulární původ lidské rakoviny, je známý díky objevu prvního lidského onkogenu Ras a prvního nádorového supresorového genu Rb. Jeho práce měla zásadní dopad na pochopení mechanismu vzniku a šíření rakoviny.
Weinberg je členem Broad Institute a zakládajícím členem Whiteheadova institutu pro biomedicínský výzkum. Weinberg a jeho kolega z MIT Eric Lander jsou spoluzakladateli biofarmaceutické společnosti Verastem, která se zaměřuje na výzkum a vývoj léků pro léčbu rakoviny pomocí cílení na rakovinné kmenové buňky.

## Biografie
Weinberg studoval biologii na Massachusettském technologickém institutu (MIT) a v roce 1969 zde získal doktorát. Vyučoval biologii na Stillman College v Tuscaloose v Alabamě (1965–1966) a byl postdoktorandem v laboratoři Ernesta Winocoura ve Weizmannově vědeckém institutu (1969–1970) a v laboratoři Renata Dulbecca v Salkově institutu pro biologická studia (1970–1972). V roce 1972 nastoupil na MIT.

### Vědecká kariéra
Weinberg ve své práci z roku 1979 poprvé prokázal, že nádorové buňky vznikající u myší ošetřených chemickými karcinogeny nesou odlišné geny, někdy označované jako onkogeny, které jsou zodpovědné za zhoubný růst těchto buněk. Jeho vlastní laboratoř a další laboratoře brzy potvrdily, že tato práce je použitelná i pro lidskou rakovinu. V roce 1983 Weinberg a spolupracovníci prokázali, že přeměna normální buňky v nádorovou závisí na několika odlišných genetických změnách, k nimž v těchto buňkách dochází. V roce 1986 se jeho skupina zasloužila o izolaci druhého typu genu způsobujícího rakovinu, označovaného jako tumor supresorový gen, který v normálních buňkách působí proti rakovinnému bujení a který je v nádorových buňkách inaktivován. Později jeho skupina prokázala, že důležitou roli při vzniku rakoviny hraje také třetí typ genu, označovaný jako telomeráza. Zavedením tří různých typů genetických změn do normálních lidských buněk, zahrnujících onkogen, dva tumor supresorové geny a telomerázu, tak jeho skupina poprvé dokázala přeměnit normální lidské buňky na buňky tvořící nádory. Tímto výzkumem byly prokázány genetické základy vzniku lidských nádorových onemocnění.
Pokrok v genetice vedl koncem 20. století k objevu více než stovky různých typů nádorových buněk. Rakovinné buňky byly velice různorodé. Bylo těžké určit principy, které má rakovina společné. Weinberg spolu s Douglasem Hanahanem publikovali v lednu 2000 zásadní článek The Hallmarks of Cancer (Charakteristické znaky rakoviny), v němž uvádějí šest kritérií pro to, aby se normální buňka přeměnila na buňku nádorovou. V roce 2011 publikovali aktualizovaný článek pod názvem Hallmarks of cancer: the next generation (Charakteristické znaky rakoviny: další generace).
Weinberg je známý nejen díky výzkumu rakoviny, ale také díky vedení mnoha významných vědců, včetně Tylera Jacka, Williama C. Hahna, Clifforda Tabina a Cornelie Bargmann. V poslední době se zabývá studiem metastáz nádorových buněk. V roce 2023 se stal členem Mezinárodního poradního sboru ÚOCHB.
Je také autorem učebnice The Biology of Cancer (Biologie rakoviny) a dvou významných příruček určených širší veřejnosti: Racing to the Beginning of the Road: The Search for the Origin of Cancer (Začátek cesty: Hledání původu rakoviny, 1996) a One Renegade Cell: How Cancer Begins (1999, česky Jediná odrodilá buňka, 2003).

## Ocenění
Weinberg je členem Národní akademie věd USA, Americké filozofické společnosti či Královské švédské akademie věd a je držitelem řady ocenění a vyznamenání:
- vědec roku – Discover magazine (1982)
- cena Bristol-Myers za významný úspěch ve výzkumu rakoviny (1984)
- národní medaile za vědu (1997)
- Wolfova cena za lékařství (2004)
- cena Landon-AACR za výzkum rakoviny (2006)
- medaile Otto Warburga (2007)
- Breakthrough Prize in Life Sciences (2013)
- Salkova medaile (2016)
- Japan Prize (2021)

## Stažení odborných článků
Weinbergovi bylo staženo pět výzkumných prací, v nichž je uveden jako spoluautor. Mezi staženými články je jeden v časopise Cell, jeden v časopise Cancer Cell, dva v časopise Genes & Development a jeden v časopise Cancer Research.